# Γ-Walerolakton
γ-Walerolakton (GVL) – organiczny związek chemiczny z grupy laktonów. W przemyśle używany jest do produkcji polimerów, a także ze względu na intensywny zapach, przy produkcji perfum. GVL jest także substancją psychoaktywną o działaniu podobnym do γ-butyrolaktonu (GBL) i kwasu 4-hydroksybutanowego (GHB), jest jednak od nich bardziej toksyczny i dużo mniej popularny. GVL może być łatwo przekształcone w kwas 4-hydroksywalerianowy (GHV), analog GHB.